# 신동역
신동역(Sindong station, 新洞驛)은 경상북도 칠곡군 지천면 신동에 위치한 경부선의 철도역이다. 여객열차가 정차하는 대신 경부고속선이 분기하다가, 경부고속선 대구도심구간이 이설되면서 경부고속선이 분기하지 않게 되었으나 서대구역 정차 개시 이후 다시 분기하게 되었다.
하행 3회, 상행 2회, 총 5회의 경부선 무궁화호와 상행 1회의 충북선 무궁화호가 정차한다. 이 역에서 신동화물선과 대구북연결선이 분기한다.

## 연혁
- 1918년 10월 25일 : 보통역으로 영업 개시
- 1989년 7월 13일 : 현대시멘트 전용선 신설
- 1990년 2월 1일 : 지천역 관리역지정
- 2004년 7월 17일 : 신 역사 준공
- 2009년 7월 1일 : 대구북연결선 개통
- 2010년 1월 2일 : 신동화물선 개통
- 2014년 5월 1일 : 충북종단열차 운행 개시
- 2018년 2월 8일 : 신동 ~ 서울 왕복 무궁화 열차 정차

## 역 구조
승강장은 2면 4선의 쌍섬식 승강장으로 운용된다.

### 승강장
| ↑왜관           |
| ４３ \| ２１ \| |
| 대구↓           |

| 1 | 경부선 | 무궁화호 | 사용하지 않음                             |
| 2 | 경부선 | 무궁화호 | 동대구▪부산 방면                          |
| 3 | 경부선 | 무궁화호 | 영주▪서울 방면                            |
| 4 | 경부선 | 무궁화호 | 사용하지 않음 단 시멘트 열차 및 열차 사용 |

## 역 주변
역 근처에 신동화물선과 대구북연결선이 연결되어 있다.
- 신동화물선
- 대구북연결선

## 인접한 역
| 무궁화호            | 무궁화호               | 무궁화호              |
| ------------------- | ---------------------- | --------------------- |
| 왜관 대전▪영주 방면 | 무궁화호 경부선▪충북선 | 대구 부산▪동대구 방면 |